# Кубок России по стендовой стрельбе 2014
Кубок России по стендовой стрельбе 2014 — серия соревнований по стендовой стрельбе среди спортсменов.
Розыгрыш состоял из 10 этапов и финала розыгрыша.
Соревнования проводились в 5 разрядах: трап, скит и дубль-трап у мужчин, трап и скит у женщин.

## Общая информация
Соревнования состоят из трёх раундов: квалификации, полуфинала и финала.
В каждом разряде по итогам квалификации отбираются 6 лучших спортсменов, которые проходят в полуфинал, но результаты квалификации в полуфинале не учитываются. Занявшие в полуфинале первые два места попадают в финал, а 3 и 4 места — в матч за бронзу. При равных результатах места распределяются с помощью перестрелки.
В Финале Кубка России имеют право участвовать спортсмены, которые прошли на этапах Кубка в полуфинал и имеющие спортивный разряд не ниже КМС.
| Упражнение | Разряд  | Квалификация | Полуфинал и финал |
| ---------- | ------- | ------------ | ----------------- |
| Трап       | Мужчины | 125          | 15                |
| Трап       | Женщины | 75           | 15                |
| Дубль-трап | Мужчины | 150          | 30                |
| Скит       | Мужчины | 125          | 16                |
| Скит       | Женщины | 75           | 16                |

В таблицах указаны спортсмены, квалифицировавшиеся в полуфинал.

## Финал Кубка России
Пройдёт в августе 2015 года в подмосковном ССК «Лисья нора».

## Этапы Кубка России

### 1 этап
Дата: 30 марта — 7 апреля 2014

Место проведения: г. Краснодар

Количество участников: 77 спортсменов

#### Мужчины
| [ 1 ] | Спортсмен          | Квал.  | ПФ | М3М | Финал |
| ----- | ------------------ | ------ | -- | --- | ----- |
| 1     | Виктор Подберёзный | 108    | 12 |     | 12    |
| 2     | Виктор Козел       | 102    | 14 |     | 8     |
| 3     | Сергей Плотников   | 99     | 11 | 10  |       |
| 4     | Андрей Костюк      | 98+0+2 | 11 | 8   |       |
| 5     | Валерий Яров       | 106    | 10 |     |       |
| 6     | Денис Шульгин      | 98+1   | 8  |     |       |

| [ 2 ] | Спортсмен           | Квал. | ПФ | М3М | Финал |
| ----- | ------------------- | ----- | -- | --- | ----- |
| 1     | Николай Пильщиков   | 119   | 16 |     | 13+2  |
| 2     | Рахимжан Калимуллин | 115   | 14 |     | 13+1  |
| 3     | Олег Тишин          | 117   | 12 | 14  |       |
| 4     | Кирилл Анистратенко | 119   | 13 | 12  |       |
| 5     | Пётр Миненко        | 116   | 11 |     |       |
| 6     | Павел Карпенко      | 115   | 11 |     |       |

#### Женщины

##### Скит
| [ 3 ] | Спортсмен         | Квал. | ПФ   | М3М | Финал |
| ----- | ----------------- | ----- | ---- | --- | ----- |
| 1     | Марина Беликова   | 69    | 13+2 |     | 14    |
| 2     | Мария Бунина      | 60    | 13+2 |     | 9     |
| 3     | Ирина Нилова      | 62    | 13+1 | 11  |       |
| 4     | Елена Бухонова    | 60    | 12   | 7   |       |
| 5     | Полина Древаль    | 54    | 9    |     |       |
| 6     | Александра Гусева | 56    | 7    |     |       |

### 2 этап
Дата: 3-8 мая 2013

Место проведения: г. Казань

Количество участников: 139 спортсменов

#### Мужчины
| [ 4 ] | Спортсмен        | Квал. | ПФ   | М3М | Финал |
| ----- | ---------------- | ----- | ---- | --- | ----- |
| 1     | Игорь Чебанов    | 113   | 15   |     | 13    |
| 2     | Роман Паршинцев  | 113   | 14+3 |     | 11    |
| 3     | Владимир Шиширин | 115   | 12   | 14  |       |
| 4     | Валерий Яров     | 113   | 14+2 | 13  |       |
| 5     | Максим Косарев   | 120   | 10   |     |       |
| 6     | Павел Вагнер     | 117   | 10   |     |       |

| [ 5 ] | Спортсмен         | Квал. | ПФ | М3М | Финал |
| ----- | ----------------- | ----- | -- | --- | ----- |
| 1     | Николай Тёплый    | 120   | 15 |     | 15    |
| 2     | Николай Пильщиков | 121   | 16 |     | 14    |
| 3     | Юрий Карпенко     | 117+2 | 13 | 15  |       |
| 4     | Анатолий Фёдоров  | 118   | 14 | 13  |       |
| 5     | Максим Филимонцев | 119   | 10 |     |       |
| 6     | Андрей Гаранин    | 117+2 | 9  |     |       |

| [ 6 ] | Спортсмен          | Квал. | ПФ | М3М  | Финал |
| ----- | ------------------ | ----- | -- | ---- | ----- |
| 1     | Александр Фурасьев | 136   | 29 |      | 27    |
| 2     | Алексей Ильин      | 132+2 | 29 |      | 23    |
| 3     | Антон Слепушкин    | 133   | 27 | 28+2 |       |
| 4     | Александр Вавилов  | 132+2 | 27 | 28+1 |       |
| 5     | Василий Мосин      | 139   | 26 |      |       |
| 6     | Артур Мингазов     | 132+2 | 26 |      |       |

#### Женщины
| [ 7 ] | Спортсмен               | Квал. | ПФ   | М3М | Финал |
| ----- | ----------------------- | ----- | ---- | --- | ----- |
| 1     | Ирина Ларичева          | 62+1  | 14   |     | 12    |
| 2     | Наталья Звягинцева      | 64    | 12+4 |     | 9     |
| 3     | Юлия Савельева          | 65    | 12+0 | 12  |       |
| 4     | Светлана Крашенинникова | 66    | 12+3 | 11  |       |
| 5     | Екатерина Субботина     | 66    | 11   |     |       |
| 6     | Татьяна Морозюк         | 62+1  | 8    |     |       |

| [ 8 ] | Спортсмен            | Квал. | ПФ   | М3М | Финал |
| ----- | -------------------- | ----- | ---- | --- | ----- |
| 1     | Ландыш Кварталова    | 68    | 13+4 |     | 11+6  |
| 2     | Ольга Фирсова        | 67    | 14   |     | 11+5  |
| 3     | Альбина Шакирова     | 71    | 13+3 | 13  |       |
| 4     | Сандра Рябуха        | 64    | 12+3 | 10  |       |
| 5     | Анастасия Крахмалёва | 64    | 12+2 |     |       |
| 6     | Екатерина Филимонова | 68    | 12+2 |     |       |

### 3 Этап
Дата: 19-26 мая 2014

Место проведения: г. Воронеж

Количество участников:  спортсменов